# Annette Kulenkampff
Annette Kulenkampff (* 1957 in Hannover) ist eine deutsche Kunsthistorikerin. Sie ist Geschäftsführerin des Deutschen Instituts für Stadtbaukunst in Frankfurt am Main. Von 2014 bis 2018 war sie Geschäftsführerin der documenta in Kassel.

## Leben
Nach dem Abitur arbeitete Kulenkampff als Stewardess und studierte Kunstgeschichte, Germanistik und Archäologie an der Johann Wolfgang Goethe-Universität in Frankfurt am Main. 1986 schloss sie das Studium mit dem Magister Artium ab. Von 1981 bis 1989 war sie Teilhaberin der Galerie für realistische Kunst Gering-Kulenkampff in Frankfurt am Main.
Von 1989 bis 1995 leitete Annette Kulenkampff in Bonn die Publikationsabteilung der Kunst- und Ausstellungshalle der Bundesrepublik Deutschland, die sie zuvor aufgebaut hatte. 1995 wurde sie Assistentin der Geschäftsführung der beiden Kunstverlage Gerd Hatje und Cantz in Ostfildern, die zur J. Fink Mediengruppe gehörten. 1997 wurde sie Geschäftsführerin der Verlagsgemeinschaft, die 1999 in der Rechtsform einer GmbH & Co. KG zum Hatje Cantz Verlag fusionierte. Kulenkampff war dort für jährlich etwa 200 Neuerscheinungen verantwortlich. Seit 1992 erschienen in diesem Verlag auch die Kataloge zu den documenta-Ausstellungen documenta 9, documenta 10, documenta 11 und documenta 13. Zugleich war sie Herausgeberin des ehemaligen Belser Kunst Quartals, einem vierteljährlich erscheinenden Kalender mit Ausstellungsterminen (seit 2015 als KQ Kunstquartal im Zeit Kunstverlag). Kulenkampff war bis 2013 Vorsitzende des Württembergischen Kunstvereins in Stuttgart, außerdem Vorstandsmitglied der Freunde der Staatsgalerie Stuttgart und des Literaturhauses Stuttgart.
Der Aufsichtsrat der documenta bestellte Kulenkampff im April 2013 als Nachfolgerin für den in Ruhestand gehenden Bernd Leifeld zur Geschäftsführerin der documenta und Museum Fridericianum-gGmbH. Sie trat ihre Position am 1. April 2014 an und war u. a. für die Geschäftsführung der 2017 stattfindenden documenta 14 zuständig. Die Ausstellung war am 17. September 2017 mit einem Millionendefizit zu Ende gegangen.
Die documenta 14 fand erstmals in ihrer Geschichte an zwei gleichberechtigten Orten statt. Nach jeweils 100 Tagen in Athen und Kassel endete sie am 17. September 2017 mit einem Rekord von über 1,2 Mio. Besuchern und einem Millionendefizit. Annette Kulenkampff war bis zum 1. Juni 2018 als Geschäftsführerin der documenta und Museum Fridericianum gGmbH tätig. Der Vertrag wurde von ihr vorzeitig aufgelöst. Seit 1. Juli 2018 ist sie Geschäftsführerin des Deutschen Instituts für Stadtbaukunst in Frankfurt am Main.

## Schriften
- (Hrsg.) Peter Handel. Bilder 1973–1986, Galerie Gering-Kulenkampff, Frankfurt am, Main, 1986
- Gustav Peichl, Bauten und Projekte. Hatje, Stuttgart, 1992